# بحاث بن ثعلبة
بحاث بن ثعلبة بن خزمة بن أصرم البلوي صحابي جليل من قبيلة بلي  وكان حليفاً لقبيلة الخزرج من الأنصار شهد مع النبي محمد ﷺ غزوة بدر وغزوة أحد وهو أخو صحابيان عبد الله بن ثعلبة و يزيد بن ثعلبة.

## اسمه ونسبه
بحَّاثُ بن ثَعْلَبَة بن خَزْمَة بن أصْرَم بن عمْرو بن عَمَّارة بن مالك بن عمرو بن بثيِرَة بن مَشْنُوء بن القُشَر بن تميم بن عَوْذ مناة بن تاج بن تيم بن أراشة بن عامر بن عُبَيلة بن قِسْميل بن فَرَّانَ بن بليّ بن عمرو بن الحاف بن قضاعة بن معد بن عدنان